# Shades of God
Shades of God to trzeci album grupy Paradise Lost.

## Lista utworów
1. "Mortals Watch the Day" – 5:12
2. "Crying for Eternity" – 7:05
3. "Embraced" – 4:29
4. "Daylight Torn" – 7:54
5. "Pity the Sadness" – 5:05
6. "No Forgiveness" – 7:37
7. "Your Hand in Mine" – 7:08
8. "The Word Made Flesh" – 4:41
9. "As I Die" – 3:49